# Janusz Kosicki
Janusz Marian Kosicki (ur. 5 sierpnia 1928, zm. 23 lipca 2020) – polski ekonomista, prof. dr hab.

## Życiorys
W latach 1947–1950 studiował na Wydziale Rolnym Wyższej Szkoły Gospodarstwa Wiejskiego w Łodzi, naukę kontynuował w latach 1950-1952 na Wydziale Rolnym Szkoły Głównej Gospodarstwa Wiejskiego w Warszawie. W 1960 obronił pracę doktorską, następnie uzyskał stopień doktora habilitowanego. 22 października 1996 nadano mu tytuł profesora nauk ekonomicznych. Pracował w Wyższej Szkole Biznesu i Przedsiębiorczości w Ostrowcu Świętokrzyskim, oraz w Katedrze Ekonomiki i Organizacji Gospodarstw Rolniczych na Wydziale Ekonomicznym i Rolniczym Szkole Głównej Gospodarstwa Wiejskiego w Warszawie.
Był kierownikiem w Katedrze Zarządzania i Marketingu na Wydziale Ekonomicznym Radomskiej Szkole Wyższej, oraz członkiem Polskiego Towarzystwa Ekonomicznego.
Zmarł 23 lipca 2020.

## Odznaczenia
- Krzyż Kawalerski Orderu Odrodzenia Polski,
- Złoty Krzyż Zasługi,
- Odznaka „Zasłużony Pracownik Rolnictwa”,
- Odznaka Honorowa „Za Zasługi dla SGGW”.